# Delphine Collot
Delphine Collot est une soprano française spécialisée dans le répertoire baroque.

## Biographie
Née en 1968, Delphine Collot étudie la musicologie à la Sorbonne avant de se consacrer à l'étude du chant.
Durant les années 1990, elle collabore régulièrement avec Philippe Herreweghe et ses multiples ensembles de musique baroque : La Chapelle royale, le Collegium Vocale Gent et l'Ensemble Vocal Européen de la Chapelle Royale.
Elle a travaillé avec de nombreux autres chefs : Bernard Fabre-Garrus (A Sei Voci), Christophe Rousset (Les Talens Lyriques), Christophe Coin (Ensemble baroque de Limoges), Martin Gester, (Le Parlement de Musique) Philippe Pierlot (Ricercar Consort)...
Depuis janvier 2001, Delphine Collot est professeur de technique vocale à la Maîtrise de l'opéra national de Lyon.

## Discographie sélective

### Avec Philippe Herreweghe
- 1990 : Requiem de Jean Gilles (La Chapelle royale)
- 1990 : Magnificat BWV 243 de Jean-Sébastien Bach (La Chapelle royale, Collegium Vocale Gent)
- 1990 : Cantates Ich Hatte viel Bekümmernis BWV 21 et Am Abend aber desselbigen Sabbats BWV 42 de Jean-Sébastien Bach (La Chapelle royale, Collegium Vocale Gent)
- 1992 : Missa Viri Galilei de Palestrina (Ensemble Vocal Européen de la Chapelle Royale et Ensemble Organum)

### Avec A Sei Voci
- 1993 : Messe Ave Maris Stella (Ensemble A Sei Voci, dir. Bernard Fabre-Garrus)

### Autres enregistrements
- 1993 : Nicolas de Grigny, Premier livre d'orgue contenant une messe et les hymnes des principales fêtes de l'année, motets "O salutaris hostia" H.261, de Marc-Antoine Charpentier et "Domine salvum fac regem" de Jean-Baptiste Lully, Ensemble vocal Sagittarius, Delphine Collot, Emmanuelle Gal, Françoise Masset - André Isoir à l'orgue historique de Saint-Michel en Thiérache (enregistrement du 7 au 9 octobre 1992) . 2 CD Erato Musifrance Radio France 1993 (4509-91722-2)
- 1994[2] : Orlande de Lassus : Chansons, avec la soprano Delphine Collot, 1 CD Ricercar RIC154149 (enregistrement réalisé en 1994 à Charneux, Belgique en collaboration avec le festival de Wallonie ; le Ricercar Consort se compose alors de : Francois Fernandez (violin), Piet Strijckers, Sophie Watillon (viola da gamba), Vincent Dumestre (theorbo), Siebe Henstra (cembalo, organ), Philippe Pierlot (viola da gamba, direction))[3]
- 1996 : Antonio Caldara : La Conversion de Clovis Roi de France, Oratorio, Pascal Berrin, Clovis, Delphine Collot, Clothilde, Noemi Rime, Saint Rémi, Jonathan Kenny, Uberto, Le Parlement de Musique, dir. Martin Gester, 2 CD Accord.